# Bursellia cameroonensis
Bursellia cameroonensis là một loài nhện trong họ Linyphiidae.
Loài này thuộc chi Bursellia. Bursellia cameroonensis được Robert Bosmans & Rudy Jocqué miêu tả năm 1983.